# Alama Tabatabai
Alama Sejid Muhamed Husein Tabatabai (pesijski: علامه سید محمد حسین طباطبائی) je rođen 1904. u Tabrizu a umro 1981. u Komu. Alama Tabatabai je napravio glavnu prekretnicu na polju disciplinarnog proširenja transcendentne filozofske škole u istoriji islamske filozofije. Ovu tradiciju su nastavili njegovi učenici.

## Život
Alama Sejid Muhamed Husein Tabatabai rođen je 1904. u Tabrizu. Nakon što je u svom zavičaju usavršio preliminarne i tradicionalne studije — koje su u to vreme podrazumevale persijsku i arapsku književnost, odnosno morfologiju i sintaksu, islamsku jurisprudenciju, egzegezu i neke od uvodnih studija o teologiji, filozofiji i gnozi — mladi Tabatabai se uputio ka Nedžefu kako bi pohađao studije u tamošnjim institucijama visokog obrazovanja koje su u to vreme okupirale veliki broj mislilaca i studenata. Osnovne doktrine transcendentne filozofije savladao je pred čuvenim Sejidom Huseinom Badkubeijem. Naravno, u tom periodu, Tabatabai je precizno izučavao i druge naučne discipline koje su bile uvrštene u nastavni plan škole u Nedžefu. Nakon desetogodišnjeg boravka u Nedžefu, Tabatabai se vraća u svoj zavičaj gde se zadržava nešto više od deset godina. Međutim, glavni deo svog naučnog života on je proveo u Komu, gde je napisao najveći broj svojih filozofskih dela.

## Tabatabaijevi doprinosi
Tabatabaijev briljantan doprinos proširenju transcendentne filozofije možemo sagledati iz različitih perspektiva. Međutim, ono što privlači pažnju i iz čega u velikoj meri proizlaze njegova inovativna stanovišta po pitanju aktivnog uticaja te filozofske škole na humanističke i društvene nauke jesu njegove podrobne analize odnosa između filozofskog i religijskog pogleda na svet. Tabatabai u svom najpoznatijem delu al-Mizan fi tafsir al-Kur'an, u kojem je detaljno tumačio ceo kur'anski tekst, vrlo često ukazuje na filozofske demonstracije i racionalne doktrine transcendentne filozofije koje su potpuno usaglašene sa kur'anskim učenjima.
Postoji veliki broj primera u kojima Tabatabai spominje komparativni sistem. Dakle, komparativno sagledavanje filozofskog i religijskog pogleda na svet u Tabatabaijevim delima, a naročito u njegovom al-Mizanu, veoma transparentno razotkriva nove aspekte transcendentne filozofije. Naime, Alama Tabatabai je svoje filozofske demonstracije direktno povezao sa praktičnim elementima čovekovog života, te je na taj način nagovestio proces produkcije sistematizovanih humanističkih i društvenih nauka koje će biti zasnovane na fundamentima transcendentne filozofije.
Tabatabai u raznim delovima svojih spisa sistematizovano analizira veliki broj filozofskih inovativnih spisa. On je na taj način otvorio proces formiranja novih humanističkih i društvenih nauka na temeljima transcendentne filozofije i samim tim otpočeo period disciplinarnog proširenja te grandiozne škole. Precizna objašnjenja, o odnosu između filozofije, s jedne strane, i religije, prava, etike, politike, i brojnih predmeta drugih humanističkih i društvenih nauka s druge strane — spadaju u najznačajnije filozofske doprinose Alame Tabatabaija.
Svakako, Tabatabai uzima u obzir metodološke specifičnosti humanističkih i društvenih nauka, te ističe da transcendentna filozofija može da utiče na njihove saznajne pozadine i suštinu, ali da ostala partikularna pitanja u svakoj od tih nauka treba promotriti shodno njihovim posebnim i utemeljenim metodama.
Jedan od značajnih Tabatabaijevih uticaja u proširenju transcendentne filozofije je uticaj na polju sistematizacije epistemologije u toj filozofskoj školi. Mula Sadra i njegovi naslednici su obuhvatno analizirali razna epistemološka pitanja ali ipak, takva razmatranja, sve do Tabatabaija, nisu prerasla u zasebnu filozofsku disciplinu.

## Tabatabaijevi učenici
Alama Tabatabai je za vreme svog boravka u Komu organizovao brojna predavanja u okviru tradicionalnog sistema visokog obrazovanja u tom gradu. Stoga veliki broj današnjih islamskih filozofa spada u grupu Tabatabaijevih učenika. Iz te grupe možemo izdvojiti slavne filozofe, kao što su:
- Sejid Dželaludin Aštijani (1925 — 2005);
- Alama Hasan Hasanzade Amoli (rođen 1928);
- ajatolah Abdulah Dževadi Amoli (rođen 1932);
- ajatolah Muhamed Taki Misbah Jazdi (rođen 1934).

Njihovim trudom transcendentna filozofija danas u mnogim akademskim krugovima u svetu predstavlja vitalnu filozofsku tradiciju čiji najznačajniji predstavnici s jedne strane veoma detaljno i opsežno obrazlažu razna filozofska pitanja, a s druge strane posvećuju veliku pažnju sistematizovanoj, značajnoj i utemeljenoj ulozi te grandiozne filozofske škole u procesu reformisanja humanističkih i društvenih nauka.

## Literatura
- Halilović, T., Halilović S. i Halilović M. (2014), Kratka istorija islamske filozofije, Beograd, Centar za religijske nauke „Kom”, стр. 261—267.

## Spoljašnje veze
- Smisao života u Tabatabaijevoj filozofiji